# سها القيشاوي
سها القيشاوي أو سهى القيشاوي هي مهندسة أنظمة فلسطينية، ولدت في غزة ودرست فيها، ثم أكملت دراستها في الولايات المتحدة الأمريكية. بدأت العمل في وكالة ناسا لتصبح بمرتبة كبير مهندسين فيها. اختارتها مجلة أريبيان بزنس ضمن قائمة أقوى 100 امرأة عربية تحت سن الأربعين.

## نبذة عنها
ولدت سها في مدينة غزة في فلسطين ضمن عائلة مكونة من الوالدين وثمانية أخوة وأخوات. أتمت المرحلة الثانوية في مدرسة بشير الريس في غزة بدرجة امتياز، ومنها انتقلت إلى أمريكا لإكمال دراسة الهندسة في جامعة هيوستن الأمريكية. تخرجت من كلية الهندسة بدرجة امتياز، فحصلت على عرض للعمل في وكالة ناسا لعلوم الفضاء. سها القيشاوي متزوجة ولديها ثلاثة أطفال. زوجها، وهو أيضًا من غزة، حاصل على درجة الدكتوراه في الهندسة الكهربائية ويعمل في وكالة ناسا.
بعد عدة أعوام من العمل في وكالة ناسا، اختارتها الوكالة مع مجموعة من المهندسين للعمل في مشروع أرتيمس 1 لإطلاق مكوك فضاء بين عامي 2011 و 2020. تعمل القيشاوي منذ 2021 في شركة لوكهيد مارتن.
قالت في حوار لها : أنّ الناس حينما يُفكرون بغزّة يتخيلون العنف والفقر، ولا يعرف الكثير منهم أنَّ شعبنا يتعرض لحصار غير إنساني من قبل الاحتلال الإسرائيلي، فالفقر والعنف مفروضان على أهالي غزّة المجتهدين والمحبين للحياة".

## مهمتها في الناسا
تعمل سها القيشاوي على تكامل واختبار البرمجيات والأجهزة لضمان عمل مركبة أوريون الفضائية بكفاءة أثناء رحلاتها إلى الفضاء العميق. يتضمن عملها:
- محاكاة المهمات الفضائية للتحقق من أداء البرمجيات والمكونات الصلبة.
- اختبار دقيق لكل مرحلة من الرحلة، من الإطلاق وحتى الهبوط.
- اكتشاف الأخطاء وإصلاحها لضمان سلامة أداء المركبة.[2]

## الجوائز
اختارت مجلة أريبيان بيزنس الإماراتية، سها القيشاوي ضمن 100 امرأة مؤثرة تحت سن الأربعين.

## اقتباس
"نصيحتي للفتـيات الشابات حـول العالم: امتلكي دومًا حُلمًا كبيرًا، واعملي بشكلٍ قاسٍ من أجـل أنْ تجعلي من حلمك حقيقة. حلمي أنا أصبح كذلك" 